# サンマリノファシスト党
サンマリノファシスト党（サンマリノファシストとう、伊: Partito Fascista Sammarinese、PFS）は、かつて存在したサンマリノのファシスト政党。1923年から1943年までサンマリノを統治した。

## 歴史

### 創立
サンマリノファシスト党は、第一次世界大戦に王立イタリア軍として参戦したジュリアーノ・ゴジによって1922年8月10日に設立・指導され、イタリア王国のファシスト党の強い影響を受けた。
ゴジは名門の出身で、サンマリノでは内閣を指導する外務大臣と内務大臣を務め、軍と警察を指揮した。サンマリノファシスト党は当初より社会主義者に対して威嚇や暴力を使用した。機関紙はイタリアの Il Popolo d'Italia をモデルとした Il Popolo Sammarinese であった。イデオロギーと政策の面では、サンマリノファシスト党は革新的ではなくイタリアのファシズムに密接に結びついていた。彼らは大多数が農業の国を労働者の国に変える近代化を追及した。しかし彼らはイタリアで1938年に成立したような人種法は採用しなかった。

### 政権獲得と分裂
1923年4月、ゴジはファシストとしては初の執政に選出された。以後の6か月毎の選挙でもファシストが選出され続け、1926年には他の政党が禁止され、サンマリノは実質的に一党制国家となった。しかし1932年迄は大評議会の多数派は政治的に独立を維持し続けた。
その後、サンマリノファシスト党はゴジの党派とEzio Balducciの党派に分裂し、イタリアのファシスト党による指導と仲裁が行われた。1932年、Balducciの党派は競合する機関紙 La Voce del Titano を開始した。翌年、彼はローマ通過の際にクーデターを画策したと非難されイタリア当局に逮捕された。Balducciと他の陰謀者とされた者は党から粛清され、1934年に特別法廷で重労働の判決を受けたが、その刑罰は実行されなかった。

### 政権からの排除と復帰
この時期、再建された社会党は反ファシスト運動の形成を開始した。ベニート・ムッソリーニ逮捕の3日後となる1943年7月28日、サンマリノファシスト党による統治は崩壊し、非ファシストによる政府が形成された。この日は、後に国家の祝日となった。しかしムッソリーニの救出とイタリア社会共和国の形成後、ファシストは復帰を開始した。イタリア社会共和国に囲まれてゴシックラインに近づいているため、ファシストが復帰した政府は挙国一致内閣の1種でありドイツによる占領を防止した。

### サンマリノ共和ファッショの結成と終焉
1944年1月4日、ゴジと2千人の忠実なファシストによってサンマリノ共和ファッショが設立された。彼らはイタリアの共和ファシスト党を強くモデルにしていたが、第二次世界大戦の中立は維持し続けた。
メーデーの際に、ファシスト政府は違法なストライキを計画したとして共産主義者を短期間逮捕した。6月26日、イギリス空軍がサンマリノを爆撃し、市民63名が死亡した。ファシスト政府はその日を国民の追悼日と宣言し、反連合国の宣伝に使用した。9月17日、枢軸国軍が退避のためサンマリノを占領したが、3日後のサンマリノの戦いで連合国軍によって排除された。連合国軍は2か月間駐留し、ファシストによる政治的独占を終わらせた。1944年10月1日の選挙でファシストは排除され、11月16日にサンマリノ共和ファッショは非合法化された。2000の都市で1万5000人の市民が政治活動を禁止され、この事は左翼に有利をもたらした。1945年4月の選挙で共産党・社会党の連立政権が成立し、ゴジと50名のファシストが裁判にかけられ投獄された。